# انسان سگ را گاز می‌گیرد
انسان سگ را گاز می‌گیرد (به فرانسوی: C'est arrivé près de chez vous این در محله شما رخ داد) فیلمی بلژیکی به گونهٔ مستند دروغین، جنایی و کمدی سیاه به کارگردانی، نویسندگی و تهیه‌کنندگی رمی بلوو، آندره بونزل و بونوا پولورد محصول سال ۱۹۹۲ است. این فیلم دربارهٔ گروهی فیلمساز است که از جنایت‌های هولناک یک قاتل زنجیره‌ای فیلمی مستند می‌سازند. انجمن سینمایی آمریکا به این فیلم برای خشونت آشکار و شدید درجهٔ NC-17 داد.

## داستان
دسته‌ای فیلمساز کارهای قاتلی زنجیره‌ای را دنبال می‌کنند. وی موضوعاتی مانند هنر، موسیقی، جامعه، طبیعت و انسان را مورد توضیح و تفسیر قرار می‌دهد و در این حین پستچی‌ها بازنشسته‌ها و افراد عادی را به قتل می‌رساند. وی کم‌کم دسته فیلمسازان را نیز وارد جنایت‌های خود می‌کند اما اوضاع به تدریج پیچیده‌تر می‌شود؛ زیرا قاتل یکی از رقیبان را به قتل می‌رساند و آن‌ها از برادر مقتول نامه‌ای تهدیدآمیز دریافت می‌کنند.